# Appetite for Destruction Tour
Appetite for Destruction Tour foi uma turnê feita pelo Guns N' Roses para promover seu álbum de estreia Appetite For Destruction. A maior parte da turnê foi abrindo para bandas como Aerosmith, Iron Maiden e The Cult, por que eles ainda estavam no começo da banda, e uma turnê mundial foi marcada. A turnê trouxe mais de 2.300.000 de público.
A banda atravessou os Estados Unidos, e na primavera de 1988 eles foram convidados para o Festival Monsters of Rock na Inglaterra, aonde eles irão se apresentar com grupos como KISS e Iron Maiden.  No começo do set do Guns N' Roses, o público de mais de 100,000 começaram a pular e ir para frente. Mesmo que Rose pedisse que eles fossem para trás, dois fans morreram. A mídia começou a culpar a banda pela acidente, e falaram que a banda tinha continuado a tocar mesmo que a pláteia estava em perigo. Por este acidente, a banda ganhou o título de "a banda mais perigosa do mundo".
Mesmo antes do lançamento do álbum a banda iniciou em março de 1987 uma série de shows em pequenos clubs em Los Angeles e Londres e depois começou uma série de turnês de abertura para grandes nomes da época começando pelo The Cult, com o primeiro show em Halifax, no Canadá em 14 de agosto de 1987, também abrindo para Ace Frehley em Corona, na Califórnia, em 16 de agosto. A banda se reuniu novamente com o The Cult no dia 17 em Montreal e seguiu com eles por toda a Costa Oeste Americana até Nova Orleãs, em 19 de setembro. Em outubro a banda esteve na Europa para uma pequena turnê com shows na Alemanha, Países Baixos e Reino Unido que se completou com um show em Londres no dia 8.
A partir de novembro a banda voltou a fazer shows de apoio, abrindo para artistas e bandas como Mötley Crüe e Alice Cooper; também foram agendados shows de abertura para o Iron Maiden, mas os grupos tiveram desavenças e a participação do Guns foi encurtada e eles foram contratados para abrir uma série de 4 shows dos Rolling Stones no Giants Stadium em Nova Jersey e depois o grupo partiu como apoio ao Aerosmith numa turnê de estádios pelos Estados Unidos, que a banda aproveitou para gravar partes do clip de "Paradise City"; esse clip foi finalizado com cenas ao vivo da banda tocando no Download Festival de Leicestershire, na Inglaterra, em 20 de agosto de 1988, mas esse show ficou marcado negativamente pois duas pessoas acabaram morrendo pisoteadas durante a performance de "It's so Easy".
A banda encerrou a turnê com uma série de shows no Japão com datas em Tóquio e Osaka que foram reagendas e ocorreram entre e abril e setembro de 1988 e depois acabou com um show adicional em Tóquio em 10 de dezembro, após apenas 5 shows em solo japonês.